# Seznam političnih utopistov
Seznam političnih utopistov. 

## B
- Babeuf, François-Noël (1760–1797), »Manifest Enakih«
- Bacon, Francis (1561–1626), »Nova Atlantida«
- Ballanche, Pierre-Simon (1776–1847), »Mesto pokore« (La Ville des expiations)
- Bazard, Saint-Amand (1791–1832), saintsimonist
- Bellamy, Edward (1859–1898), »Pogled nazaj« (Looking Backward: 2000–1887)
- Blanc, Louis (1811–1882)
- Buchez, Philippe (1796–1866), saintsimonist
- Buonarroti, Philippe Michel (1761–1837)
- Burgh, James (1714–1775), »Mesto Cezarjev« (1746)

## C
- Cabet, Étienne (1788–1856), »Potovanje v Ikarijo« (Voyage en Icarie)
- Campanella, Tommaso (1568–1639), »Sončno mesto« (La città del sole, 1623)
- Callenbach, Ernest (1929–2012), »Ekotopija« (Ecotopia, 1975)
- Considérant, Victor (1808–1893), fourierist

## D
- Dezamy,Théodore (1808 - 1850), »Zakonik skupnosti« (Code de la communauté, 1842)
- Déjacque, Joseph (1821 – 1864), »Humanisfera« (L'Humanisphère, Utopie anarchique)
- Deslinièr, Lucien »Aplikacija kolektivističnega sistema« (L'Application du système collectiviste, 1899)
- Anton Francesco Doni (1513 - 1574)

## E
- Peter Egidij [Petrus Egidius] (1470–1532), Nikjer (Nusquama) skupaj z E. Rotterdamskim
- Enfantin, Barthélemy Prosper (1796–1864), saintsimonist
- Engels, Friedrich (1820–1895), revolucionarni socialist

## F
- Faure, Sébastien (1858 - 1942), »Moj komunizem« (Mon communisme, 1921)
- Fénelon, François (1651 - 1715), »Telemahove dogodivščine« (Les aventures de Télémaque, 1699)
- Ferguson, Marilyn (1938 – 2008), »Vodnarjeva zarota« (The Aquarian Conspiracy[1])
- Fichte, Johann Gottlieb (1762 – 1814), »Zaprta trgovska država« (Der geschlossne Handelsstaat[2])
- Fourier, Charles (1772 - 1837), falange in falansteriji

## G
- Godin, Jean-Baptiste André (1817-1888), »Družbene rešitve« (Solutions sociales)
- Gorz, André (1923 – 2007), »Poti v raj« (Les Chemis du paradis)
- Grave, Jean (1854 - 1939), »Bodoča družba« (La Societé future)

## H
- Harrington, James (1611–1677), »Država Oceanija in politični sistem« (The Commonwealth of Oceana and a System of Politics, 1656)

## I
- Illich, Ivan (1926 – 2002), »Družba brez šole« (Deschooling Society)

## J
- Jaurès, Jean (1859 - 1914)

## K
- Kropotkin, Peter Aleksejevič (1842 - 1921), »Osvojitev kruha« (La Conquête du pain)

## L
- Lafrague, Paul (1842 – 1911), satira socialističnih utopij »Pravica do lenobe«
- Leroux, Pierre (1797 - 1871), saintsimonist

## M
- Malby, Gabriel Bonnot de
- Maréchal, Sylvain (1750–1803)
- Marx, Karl, revolucionarni socialist
- Mendras, Henri (1927–2003), »Konec kmetov« (La Fin des paysans)
- Jean Meslier (1664–1729), »Testament«, 1733
- Morelly (1717-?) (mogoče Diderot), »Naravni zakonik« (Code de la nature), »Basiliada« (Le Basiliade)
- More, Thomas (1478–1535), »Utopija«
- Morin, Edgar (1921–), »Zemlja Domovina« (Terre-Patrie)
- William Morris (1834–1896), »Novice od Nikoder« (News from Nowhere, 1890)

## O
- Owen, Robert (1771 - 1858), komuna New Larnack

## P
- Proudhon, Pierre Joseph (1809 - 1865)

## Q
- Quiroga, Vasco de 15. stol., model indijanske skupnosti

## R
- Rouff, Marcel (1887 - 1936), »Potovanje v narobni svet« (Voyage au monde à l'envers, 1923)

## S
- Saint-Simon, Henri de (1760–1825)
- Say, Jean-Baptiste (1767–1832), »Olbija« (Olbie[3])

## T
- Tarde, Gabriel (1843 – 1904) »Fragmenti o prihodnji zgodovini« (Fragment d'histoire future, 1896)
- Toffler, Alvin (1928 - ) posodobitev saintsimonizma

## V
- Veiras, Denis 1677-1679, »Zgodovina Sevarambov« (Histoire des Sévarambes, 1677)
- Voltaire (1694 - 1778), »Eldorado«, 1747